# Grünflächenmanagement
Die Aufgabe von Grünflächenmanagement ist die langfristige Erhaltung von Grün- und Freiflächen in urbanen Räumen.
Unabhängig davon, ob sich diese Grünflächen in öffentlichem oder privaten Eigentum befinden, gehören zum Grünflächenmanagement die Leistungen: Planung, Verwaltung, Bewirtschaftung und Erhaltung durch Pflege.
Grünflächenmanagement ist damit umfassender als die reine Grünflächenpflege, gleichwohl beide Begriffe (fälschlicherweise) als Synonyme verwendet werden.
Das Grünflächenmanagement ist geprägt vom Umgang mit natürlichen Elementen („Grün“), das heißt mit Vegetation in Form von Bäumen, Sträuchern, Stauden und Blumen und Wasserflächen und damit auch vom Umgang mit den die Natur auszeichnenden Unabwägbarkeiten und Unplanbarkeiten wie Witterung, Klima, Wachstum. Als Hilfsmittel zur Verwaltung und Analyse werden digitale Grünflächeninformationssysteme (GRIS) eingesetzt, die als einzelne Geoobjekte vorliegende Daten zu Vegetationsbestandteilen mit geeigneten geographischen Informationssystemen auf einfache Weise erschließen.
Die besondere Herausforderung des Grünflächenmanagements ist hierbei, diese Unabwägbarkeiten durch Techniken der Planung, der Verwaltung und der Betriebswirtschaft so zu fassen, dass sowohl die individuelle Aufgabe der Grünflächen (und Gärten) für Nutzergruppen, als auch die volkswirtschaftliche Aufgaben der Grünflächen in urbanen Räumen erfüllt werden.

## Publikationen
- Niesel, Alfred (Hrsg.): Grünflächen-Pflegemanagement. Stuttgart, 2006.
- GALK (Hrsg.): Handbuch Grünflächen-Management. Verlag KommunalTechnik, 2006.
- Steidle-Schwahn, Anna: Das Management der Pflege kommunaler Grünflächen. München, 2002.
- Das Grünbuch der Stadt Zürich. Cordula Weber et al., Grün Stadt Zürich, 2006, 155 Seiten.